# Jack Baldwin (oficial de la RAF)
El Mariscal de l'Aire Sir John Eustice Arthur Baldwin KBE CB DSO RAF (Halifax, West Yorkshire, 13 d'abril de 1892 - Rutland, 28 de juliol de 1975) va ser un oficial superior de la Royal Air Force durant la Segona Guerra Mundial.
Assistí a la Reial Acadèmia Militar de Sandhurst, graduant-se el 9 de setembre de 1911 i sent destinat al 8è d'Hússars (King's Royal Irish). El 1914 fa el curs de pilot i el 19 de febrer de 1915 és nomenat Oficial de Vol del Royal Flying Corps. El 31 d'octubre de 1916 és Oficial Comandant del 55è Esquadró del RFC, i el 28 de desembre de 1917 és comandant de la 41a Ala del RFC.
Després de la Primera Guerra Mundial, l'1 d'agost de 1919 rep el rang permanent a la RAF com a Major (Cap d'Esquadró), i el mateix dia dimiteix com a oficial de l'Exèrcit, i des de l'1 de desembre de 1919 està a l'Estat Major del RAF Depot. El 3 d'agost de 1922 assisteix a l'Acadèmia d'Estat Major de la RAF, formant part de la seva primera promoció. L'1 de juny de 1923 és destinat a l'Estat Major del Quarter General de la RAF a l'Orient Mitjà. El 16 de gener de 1928 assisteix a l'Acadèmia Imperial de Defensa, i el 17 de desembre és nomenat Comandant de l'Acadèmia Central de Vol. Entre l'1 d'agost de 1931 i l'1 de gener de 1933 és nomenat Aide-de-camp de l'Aire del Rei. El 1935 és nomenat Director dels Serveis de Personal, i el 21 de desembre de 1936 és Comandant de l'Acadèmia de la RAF de Cranwell. El 28 de gener de 1936 va participar com a acompanyant del funeral del Rei Jordi V.
El 15 d'agost de 1939 es retira del Servei Actiu però, davant de la situació internacional, 29 d'agost torna a ser cridat al Servei Actiu i destinat al 3r Grup de la RAF del Comandament de Bombarders.
Entre el 9 de gener i el 21 de febrer de 1942 actua com a Comandant en Cap del Comandament de Bombarders. Durant la seva breu comandància va tenir lloc el Xoc del Canal, quan el Scharnhorst i el Gneisenau van aconseguir escapar del port francès de Brest i travessar el Canal de la Mànega fins al port santuari de Kiel, al nord d'Alemanya.
El 9 d'octubre de 1942 és destinat Adjunt al Comandant en Cap de l'Aire a l'Índia, i el 16 de novembre de 1943 és Comandant de la 3a Força Aèria Tàctica al Quarter General del Sud-est asiàtic.
Finalment, es retirà el 15 de desembre de 1944
Entre 1948 i 1958 va ser Coronel del seu antic regiment, el 8è d'Hússars (King's Royal Irish), i entre 1959 i 1960, Adjunt al Coronel dels Reials Hússars Irlandesos de la Reina.

## Promocions

### Exèrcit
- Tinent de Segona – 9 de setembre de 1911
- Capità – 7 de desembre de 1915
- Major (funcions) – 1 de juny de 1916
- Tinent Coronel (funcions) – 28 de desembre de 1917

### RAF
Major – 1 d'abril de 1918
 Cap d'Esquadró – 1 d'agost de 1919
 Comandant d'Ala – 30 de juny de 1921
 Capità de Grup – 1 de juliol de 1929
 Comodor de l'Aire– 1 de gener de 1933
 Vicemariscal de l'Aire – 1 de gener de 1936
 Mariscal de l'Aire – 10 d'octubre de 1942

### Condecoracions
Cavaller Comandant de l'Imperi Britànic – 1 de gener de 1943
Comandant – 1942
Oficial – 3 de juny de 1919
 Company de l'Orde del Bany - 1 de gener de 1938
 Orde del Servei Distingit – 3 de juny de 1918
  Cavaller de Justícia o Gràcia de l'Orde de Sant Joan – 3 de juliol de 1961
Comandant de l'Orde de Sant Joan – 5 de juliol de 1955
Oficial de l'Orde de Sant Joan – 27 de juny de 1952
 4 Mencions als Despatxos (1-1-1916; 11-12-1917; 20-5-1918; 1-1-1941)
Estrella de 1914-15
 Medalla Britànica de la Guerra 1914-20
 Medalla de la Victòria 1914-1918
 Estrella de 1939-45
 Estrella de Birmània
 Medalla de la Guerra 1939-1945
 Medalla del Jubileu de Plata del Rei Jordi V 1935
 Medalla de la Coronació del Rei Jordi VI 1937
 Creu de Guerra (Bèlgica) – 11 de març de 1918
 Orde del Lleó Blanc (Txecoslovàquia) – 12 de gener de 1943
 Creu de Guerra (Txecoslovàquia)
 Medalla de l'Aire (Estats Units) – 9 de setembre de 1944